# Distretto di Yatağan

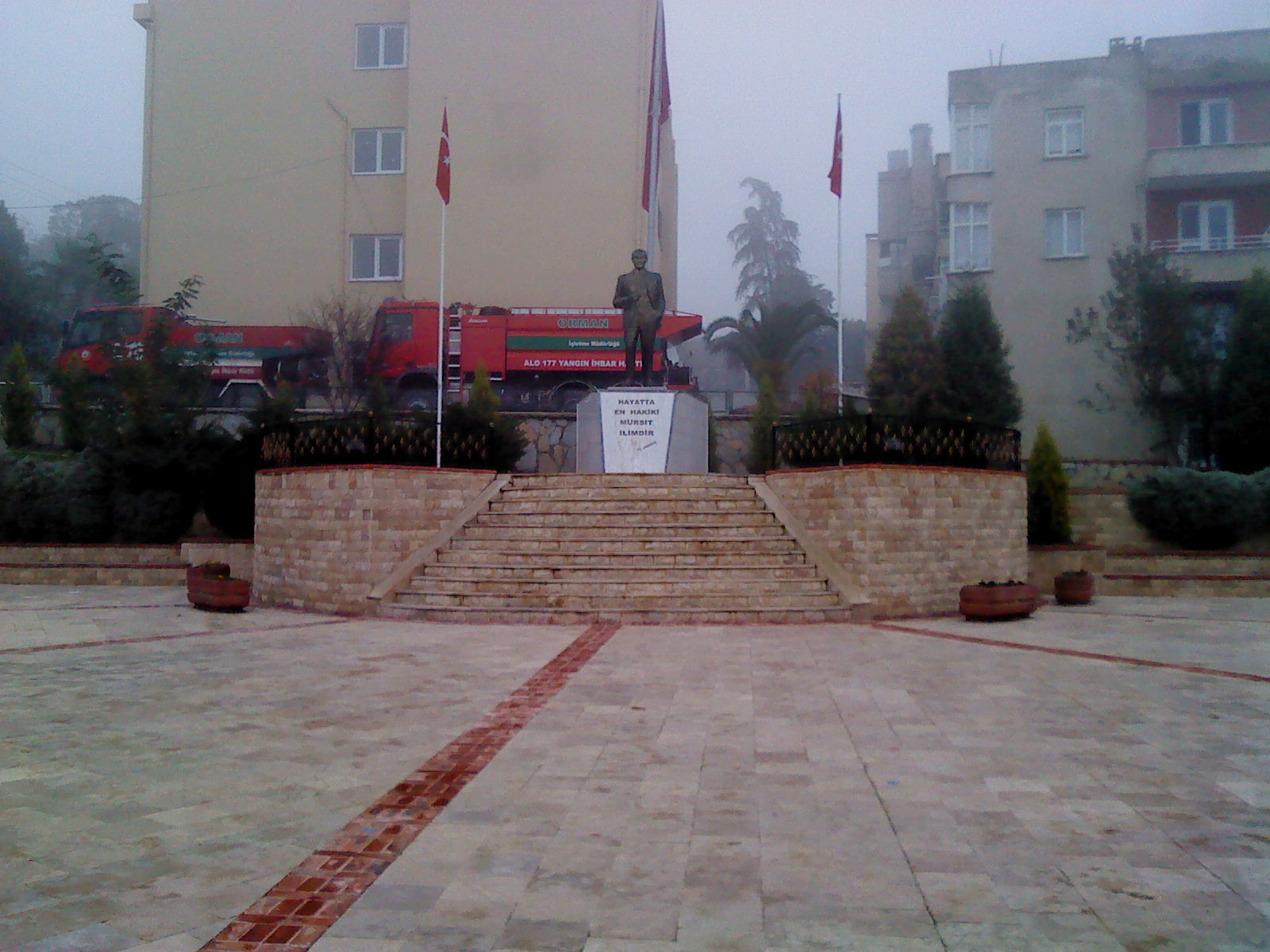
Yatağan Squar

Il distretto di Yatağan (in turco Yatağan ilçesi) è uno dei distretti della provincia di Muğla, in Turchia.